# Ligat ha'Al (baloncesto) 2017-18
La Ligat ha'Al 2017-18 fue la edición número 64 de la Ligat ha'Al, la máxima competición de baloncesto de Israel. La temporada regular comenzó el 7 de octubre de 2017 y los playoffs acabaron en junio de 2018. Los ocho mejor clasificados accedieron a los playoffs, mientras que el último, el Maccabi Haifa B.C., descendió a la Liga Leumit. El campeón fue el Maccabi Tel Aviv, que lograba su título número 52.

## Equipos Temporada 2017/18
| Equipo                | Ciudad        | Estadio                | Capacidad |
| --------------------- | ------------- | ---------------------- | --------- |
| Bnei Herzliya         | Herzliya      | HaYovel Herzliya       | 1,500     |
| Hapoel Eilat          | Eilat         | Begin Arena            | 1,490     |
| Hapoel Gilboa Galil   | Gan Ner       | Gan Ner Sports Hall    | 2,100     |
| Hapoel Holon          | Holon         | Holon Toto Hall        | 5,500     |
| Hapoel Jerusalem      | Jerusalem     | Jerusalem Payis Arena  | 11,000    |
| Hapoel Tel Aviv       | Tel Aviv      | Drive in Arena         | 3,504     |
| Ironi Nahariya        | Nahariya      | Ein Sarah              | 2,500     |
| Ironi Nes Ziona       | Ness Ziona    | Lev Hamoshava          | 1,200     |
| Maccabi Ashdod        | Ashdod        | HaKiriya Arena         | 2,200     |
| Maccabi Haifa         | Haifa         | Romema Arena           | 5,000     |
| Maccabi Rishon LeZion | Rishon LeZion | Beit Maccabi Rishon    | 2,500     |
| Maccabi Tel Aviv      | Tel Aviv      | Menora Mivtachim Arena | 10,383    |

## Resultados

### Temporada regular
| Pos. | Equipo                  | PJ | G  | P  | PF   | PC   | DP   | Pts | Clasificación o descenso   |
| ---- | ----------------------- | -- | -- | -- | ---- | ---- | ---- | --- | -------------------------- |
| 1    | Hapoel Holon (Q)        | 32 | 22 | 10 | 2817 | 2708 | +109 | 54  | Clasificados para playoffs |
| 2    | Maccabi Tel Aviv (Q)    | 32 | 22 | 10 | 2719 | 2535 | +184 | 54  | Clasificados para playoffs |
| 3    | Hapoel Jerusalem (Q)    | 32 | 20 | 12 | 2639 | 2531 | +108 | 52  | Clasificados para playoffs |
| 4    | Maccabi Ashdod (Q)      | 32 | 19 | 13 | 2646 | 2531 | +115 | 51  | Clasificados para playoffs |
| 5    | Hapoel Tel Aviv (Q)     | 32 | 19 | 13 | 2674 | 2628 | +46  | 51  | Clasificados para playoffs |
| 6    | Hapoel Eilat (Q)        | 32 | 16 | 16 | 2490 | 2536 | −46  | 48  | Clasificados para playoffs |
| 7    | Hapoel Gilboa Galil (Q) | 32 | 16 | 16 | 2672 | 2723 | −51  | 48  | Clasificados para playoffs |
| 8    | Ironi Nes Ziona         | 32 | 13 | 19 | 2624 | 2689 | −65  | 45  | Clasificados para playoffs |
| 9    | Ironi Nahariya          | 32 | 12 | 20 | 2600 | 2678 | −78  | 44  |                            |
| 10   | Bnei Herzliya           | 32 | 12 | 20 | 2527 | 2678 | −151 | 44  |                            |
| 11   | Maccabi Rishon LeZion   | 32 | 11 | 21 | 2683 | 2716 | −33  | 43  |                            |
| 12   | Maccabi Haifa (R)       | 32 | 10 | 22 | 2476 | 2611 | −135 | 42  | Desciende a Liga Leumit    |

 Fuente: Basket.co.il

### Play-offs
| Equipo 1         | Series | Equipo 2            | 1.er partido | 2.º partido | 3.er partido | 4.º partido | 5.º partido |
| ---------------- | ------ | ------------------- | ------------ | ----------- | ------------ | ----------- | ----------- |
| Maccabi Tel Aviv | 3–1    | Ironi Nes Ziona     | 94–62        | 94–95       | 102–93       | 96–79       | -           |
| Maccabi Ashdod   | 1–3    | Hapoel Tel Aviv     | 91–86        | 77–98       | 78–99        | 74–79       | -           |
| Hapoel Jerusalem | 3–1    | Hapoel Gilboa Galil | 78–85        | 93–85       | 107–105      | 99–74       | -           |
| Hapoel Holon     | 3–2    | Hapoel Eilat        | 89–83        | 86–100      | 87–81        | 70-87       | 82-71       |

Fuente: Ligat Winner

#### Final Four
|  | Semifinales      | Semifinales  |                  |    | Final | Final |
|  |                  |              |                  |    |       |       |
|  | 11 de junio      |              |                  |    |       |       |
|  |                  |              |                  |    |       |       |
|  | Maccabi Tel Aviv | 98           |                  |    |       |       |
|  | Maccabi Tel Aviv | 98           | 14 de junio      |    |       |       |
|  | Hapoel Tel Aviv  | 74           |                  |    |       |       |
|  | Hapoel Tel Aviv  | 74           | Maccabi Tel Aviv | 95 |       |       |
|  | 11 de junio      |              | Maccabi Tel Aviv | 95 |       |       |
|  |                  | Hapoel Holon | 75               |    |       |       |
|  | Hapoel Holon     | Hapoel Holon | 75               | 80 |       |       |
|  | Hapoel Holon     |              |                  | 80 |       |       |
|  | Hapoel Jerusalem | 76           |                  |    |       |       |
|  | Hapoel Jerusalem | 76           |                  |    |       |       |

##### Semifinales
| 10 de junio de 2018 | Maccabi Tel Aviv                                  | 98–74                                 | Hapoel Tel Aviv                               | |  |
| 21:00               | Parciales: 22–24, 21–16, 24–20, 31–14             | Parciales: 22–24, 21–16, 24–20, 31–14 | Parciales: 22–24, 21–16, 24–20, 31–14         | |  |
|                     | Estadísticas Tyus & Pargo 18 Tyus 9 6 jugadores 3 | Reporte Pts Reb Asts                  | Estadísticas Banks 16 Gaffney 6 3 jugadores 3 | Pabellón: Tel Aviv Asistencia: 11,000 espectadores Árbitros: Sefi Shemesh, Gili Cohen, Dan Yalon Televisión: Sport 5 |  |

| 11 de junio de 2018 | Hapoel Holon                                    | 80–76                                 | Hapoel Jerusalem                                | |  |
| 21:00               | Parciales: 22–20, 24–21, 20–14, 14–21           | Parciales: 22–20, 24–21, 20–14, 14–21 | Parciales: 22–20, 24–21, 20–14, 14–21           | |  |
|                     | Estadísticas Holloway 24 Hamilton 10 Hamilton 4 | Reporte Pts Reb Asts                  | Estadísticas Perperoglou 19 Howell 12 Eliyahu 3 | Pabellón: Tel Aviv Asistencia: 10700 espectadores Árbitros: Omer Esteron, Kfir Mualem, Ofer Manheim Televisión: Sport 5 |  |

##### Final
| 14 de junio de 2018 | Maccabi Tel Aviv                      | 95–75                                 | Hapoel Holon                                             | |  |
| 21:00               | Parciales: 28–17, 19–14, 21–16, 27–28 | Parciales: 28–17, 19–14, 21–16, 27–28 | Parciales: 28–17, 19–14, 21–16, 27–28                    | |  |
|                     | Estadísticas Cohen 18 Tyus 15 Kane 6  | Reporte Pts Reb Asts                  | Estadísticas Holloway 20 Hamilton 9 Alexander & Colman 3 | Pabellón: Tel Aviv Asistencia: 11000 espectadores Árbitros: Amit Balak, David Romano Televisión: Sport 5 |  |

## Galardones

### Jugador de la semana
| Jornada | Jugador                 | Equipo                | Eficiencia | Ref    |
| ------- | ----------------------- | --------------------- | ---------- | ------ |
| 1       | Tomer Ginat             | Hapoel Tel Aviv       | 18         | [ 1 ]  |
| 2       | Alex Young              | Ironi Nahariya        | 22         | [ 2 ]  |
| 3       | Brandon Bowman          | Maccabi Haifa         | 26         | [ 3 ]  |
| 4       | David Laury             | Maacabi Ashdod        | 32         | [ 4 ]  |
| 4       | Sek Henry               | Maacabi Ashdod        | 26         | [ 4 ]  |
| 5       | Tyler Stone             | Hapoel Gilboa Galil   | 40         | [ 5 ]  |
| 6       | J'Covan Brown           | Hapoel Gilboa Galil   | 42         | [ 6 ]  |
| 7       | Glen Rice Jr.           | Hapoel Holon          | 43         | [ 7 ]  |
| 8       | Tony Gaffney            | Hapoel Tel Aviv       | 36         | [ 8 ]  |
| 9       | Zach LeDay              | Hapoel Gilboa Galil   | 33         | [ 9 ]  |
| 10      | Jerome Dyson            | Hapoel Jerusalem      | 29         | [ 10 ] |
| 11      | Jordan Loyd             | Hapoel Eilat          | 43         | [ 11 ] |
| 12      | Taurean Green           | Bnei Herzliya         | 31         | [ 12 ] |
| 13      | Jerome Dyson (2)        | Hapoel Jerusalem      | 27         | [ 13 ] |
| 14      | D'Angelo Harrison       | Hapoel Gilboa Galil   | 41         | [ 14 ] |
| 15      | Murphy Holloway         | Maccabi Rishon LeZion | 35         | [ 15 ] |
| 16      | Glen Rice Jr. (2)       | Hapoel Holon          | 42         | [ 16 ] |
| 17      | Glen Rice Jr. (3)       | Hapoel Holon          | 46         | [ 17 ] |
| 18      | Khalif Wyatt            | Ironi Nes Ziona       | 26         | [ 18 ] |
| 19      | Glen Rice Jr. (4)       | Hapoel Holon          | 46         | [ 19 ] |
| 20      | Tu Holloway             | Hapoel Holon          | 28         | [ 20 ] |
| 21      | Oz Blayzer              | Maccabi Haifa         | 34         | [ 21 ] |
| 22      | Joaquin Szuchman        | Hapoel Gilboa Galil   | 24         | [ 22 ] |
| 23      | J'Covan Brown (2)       | Hapoel Gilboa Galil   | 38         | [ 23 ] |
| 24      | Amit Simhon             | Hapoel Eilat          | 24         | [ 24 ] |
| 25      | Amit Simhon             | Hapoel Eilat          | 24         | [ 25 ] |
| 26      | Jerome Dyson (3/3)      | Hapoel Jerusalem      | 21         | [ 26 ] |
| 27      | D'Angelo Harrison (2/2) | Hapoel Gilboa Galil   | 39         | [ 27 ] |
| 28      | Joe Alexander           | Hapoel Holon          | 41         | [ 28 ] |
| 29      | Cameron Long            | Maccabi Ashdod        | 28         | [ 29 ] |
| 30      | Lior Eliyahu            | Hapoel Jerusalem      | 26         | [ 30 ] |
| 31      | Shawn Dawson            | Bnei Herzliya         | 28         | [ 31 ] |
| 32      | Jeremy Pargo            | Maccabi Tel Aviv      | 30         | [ 32 ] |

### Galardones mensuales

#### Jugador del mes
| Mes       | Jornadas | Jugador           | Equipo              | VAL. | Ref    |
| --------- | -------- | ----------------- | ------------------- | ---- | ------ |
| Octubre   | 1–4      | Alex Young        | Ironi Nahariya      | 21.0 | [ 33 ] |
| Noviembre | 5–7      | Glen Rice Jr.     | Hapoel Holon        | 28.0 | [ 34 ] |
| Diciembre | 8–10     | Zach LeDay        | Hapoel Gilboa Galil | 30.7 | [ 35 ] |
| Enero     | 11–15    | Sek Henry         | Maccabi Ashdod      | 25.8 | [ 36 ] |
| Febrero   | 16–17    | Glen Rice Jr. (2) | Hapoel Holon        | 44.0 | [ 37 ] |
| Marzo     | 18–21    | Jeff Adrien       | Bnei Herzliya       | 33.0 | [ 38 ] |
| Abril     | 22–27    | Zach LeDay (2/2)  | Hapoel Gilboa Galil | 27.8 | [ 39 ] |

#### Jugador isrealí del mes
| Mes       | Jornadas | Jugador           | Equipo              | VAL. | Ref    |
| --------- | -------- | ----------------- | ------------------- | ---- | ------ |
| Octubre   | 1–4      | Tomer Ginat       | Hapoel Tel Aviv     | 16.3 | [ 40 ] |
| Noviembre | 5–7      | Joe Alexander     | Hapoel Holon        | 23.3 | [ 41 ] |
| Diciembre | 8–10     | Joaquin Szuchman  | Hapoel Gilboa Galil | 16.6 | [ 42 ] |
| Enero     | 11–15    | Nimrod Levi       | Maccabi Ashdod      | 16.4 | [ 43 ] |
| Febrero   | 16–17    | Guy Pnini         | Hapoel Holon        | 9.3  | [ 44 ] |
| Marzo     | 18–21    | Amit Simhon       | Hapoel Eilat        | 14.8 | [ 45 ] |
| Abril     | 22–27    | Tomer Ginat (2/2) | Hapoel Tel Aviv     | 18.5 | [ 46 ] |

#### Entrenador del mes
| Mes       | Jornadas | Entrenador               | Equipo              | G-P | Ref    |
| --------- | -------- | ------------------------ | ------------------- | --- | ------ |
| Octubre   | 1–4      | Eric Alfasi              | Ironi Nahariya      | 3–1 | [ 47 ] |
| Noviembre | 5–7      | Dan Shamir               | Hapoel Holon        | 3–0 | [ 48 ] |
| Diciembre | 8–10     | Ariel Bet-Halachmi       | Hapoel Gilboa Galil | 3–0 | [ 49 ] |
| Enero     | 11–15    | Brad Greenberg           | Maccabi Ashdod      | 5–0 | [ 50 ] |
| Febrero   | 16–17    | Dan Shamir (2)           | Hapoel Holon        | 2–0 | [ 51 ] |
| Marzo     | 18–21    | Nadav Zilberstein        | Ironi Nes Ziona     | 3–1 | [ 52 ] |
| Abril     | 22–27    | Ariel Bet-Halachmi (2/2) | Hapoel Gilboa Galil | 6–0 | [ 53 ] |